# Karl Ernst von Kleist
Karl Ernst Freiherr von Kleist (14 tháng 7 năm 1839 tại Niesky – 5 tháng 3 năm 1912 tại Liegnitz) là một sĩ quan quân đội Phổ, đã được phong đến cấp Trung tướng và Lữ đoàn trưởng Lữ đoàn Kỵ binh số 3. Ông đã từng tham chiến trong cuộc Chiến tranh Áo-Phổ (1866) và cuộc Chiến tranh Pháp-Đức (1870 – 1871).

## Tiểu sử

### Thân thế
Karl Ernst sinh vào tháng 7 năm 1839, trong một nhánh của gia đình quý tộc lớn và lâu đời Kleist có nguồn gốc từ Pommern. Mặc dù nhánh này đã từng đến lập nghiệp ở Courland và được phong hàm Nam tước Nga, về sau họ trở lại Phổ và định cư ở Oberlausitz. Vào ngày 30 tháng 8 năm 1860, theo Chỉ dụ Tối cao (Allerhöchste Kabinettsorder) của Triều đình Phổ, tước hiệu Nam tước Nga của cha ông được công nhận là Nam tước (Freiherr) của Phổ. Ernst là con trai trưởng của Karl Heinrich von Kleist và người vợ của ông này là bà Agnese Natalie Alexandrine, nhũ danh von Haugwitz (27 tháng 1 năm 1807 – 26 tháng 3 năm 1882). Ông thân sinh của ông là một Trung úy đã về hưu và là thành viên Nghị viện Phổ kể từ năm 1849 cho đến năm 1851.

### Sự nghiệp quân sự
Cũng giống như hầu hết các quý tộc trẻ thời bấy giờ, Kleist theo đuổi sự nghiệp quân sự. Ông đã khởi đầu binh nghiệp của mình khi nhập ngũ quân đội Phổ vào ngày 12 tháng 3 năm 1859 với cấp bậc Chuẩn úy (Portepee-Fähnrich) trong Trung đoàn Long kỵ binh số 4. Năm sau (1860), ông được lên quân hàm Thiếu úy và được đổi vào Trung đoàn Long kỵ binh số 7. Hai năm sau đó (1862), ông gia nhập Trung đoàn Long kỵ binh số 8, rồi được thăng cấp hàm Trung úy vào năm 1866 và Trưởng quan kỵ binh vào năm 1869. Trong cuộc Chiến tranh Bảy tuần với Áo vào năm 1866, Kleist đã chiến đấu cùng với trung đoàn của mình trong một cuộc tấn công gần Nachod. Sau đó, ông cũng tham gia cuộc chiến tranh giữa Liên bang Bắc Đức và đồng minh với Pháp (1870 – 1871), và được tặng thưởng Huân chương Thập tự Sắt. Vào ngày 18 tháng 1 năm 1871, tại Phòng Gương trong điện Versailles của Pháp, ông tham dự lễ tấn công Wilhelm I làm hoàng đế đầu tiên của một nước Đức thống nhất. Vào năm 1880, ông được lên cấp hàm Thiếu tá và vào năm 1882, Kleist được bổ nhiệm một chức vụ sĩ quan tham mưu trong Trung đoàn Khinh kỵ binh Cận vệ. Vào năm 1887, ông được lãnh chức Trung đoàn trưởng của Trung đoàn Long kỵ binh số 8, đóng quân tại Oels. Tiếp sau đó, vào năm 1889, Kleist được nhậm chức Lữ đoàn trưởng Lữ đoàn Kỵ binh số 3 tại Allenstein. Đến năm 1895, với quân hàm Trung tướng, ông được xuất ngũ (zur Disposition) và về hưu. Ông từ trần vào tháng 3 năm 1912 ở Liegnitz, Schlesien.

### Danh hiệu
Thành phố Namslau tại Oels, nơi ông từng đóng quân qua nhiều năm, đã phong tặng cho ông danh hiệu Công dân Danh dự (Ehrenbürger) của mình.

### Gia đình
Kleist đã kết hôn hai lần. Lần đầu là vào ngày 31 tháng 8 năm 1864, khi ông thành hôn với Therese von Watzdorf (27 tháng 5 năm 1842 – 14 tháng 9 năm 1872). Sau khi bà này qua đời, ông tái giá vào ngày 23 tháng 8 năm 1878 với Johanna Freiin von Ohlen und Adlerskron (10 tháng 7 năm 1860 – 14 tháng 2 năm 1924) Hai cuộc hôn nhân đã mang lại cho ông 5 người con: 4 người (2 trai, 2 gái) từ cuộc hôn nhân lần tứ nhất và 1 người con gái từ cuộc hôn nhân lần thứ hai.